# Tavernier
Tavernier ist ein census-designated place (CDP) im Monroe County im US-Bundesstaat Florida. Das U.S. Census Bureau hat bei der Volkszählung 2020 eine Einwohnerzahl von 2.530 ermittelt.

## Geographie
Der CDP Tavernier befindet sich auf der Insel Plantation Key, die den Florida Keys angehört. Sie liegt am Overseas Highway (U.S. 1, SR 5) und befindet sich etwa 140 km von Key West und 100 km von Miami entfernt.

## Demographische Daten
Laut der Volkszählung 2010 verteilten sich die damaligen 2136 Einwohner auf 1922 Haushalte. Die Bevölkerungsdichte lag bei 314,1 Einw./km². 94,8 % der Bevölkerung bezeichneten sich als Weiße, 1,5 % als Afroamerikaner, 0,5 % als Indianer und 0,4 % als Asian Americans. 1,0 % gaben die Angehörigkeit zu einer anderen Ethnie und 1,7 % zu mehreren Ethnien an. 29,4 % der Bevölkerung bestand aus Hispanics oder Latinos.
Im Jahr 2010 lebten in 22,5 % aller Haushalte Kinder unter 18 Jahren sowie 27,7 % aller Haushalte Personen mit mindestens 65 Jahren. 58,1 % der Haushalte waren Familienhaushalte (bestehend aus verheirateten Paaren mit oder ohne Nachkommen bzw. einem Elternteil mit Nachkomme). Die durchschnittliche Größe eines Haushalts lag bei 2,18 Personen und die durchschnittliche Familiengröße bei 2,71 Personen.
17,9 % der Bevölkerung waren jünger als 20 Jahre, 20,4 % waren 20 bis 39 Jahre alt, 35,6 % waren 40 bis 59 Jahre alt und 26,2 % waren mindestens 60 Jahre alt. Das mittlere Alter betrug 48 Jahre. 52,0 % der Bevölkerung waren männlich und 48,0 % weiblich.
Das durchschnittliche Jahreseinkommen lag bei 50.595 $, dabei lebten 6,2 % der Bevölkerung unter der Armutsgrenze.
Im Jahr 2000 war Englisch die Muttersprache von 81,28 % der Bevölkerung und spanisch sprachen 18,72 %.

## Sehenswürdigkeiten
Am 15. Juni 2006 wurde die El Rubi Shipwreck Site in das National Register of Historic Places eingetragen. Das Schiffswrack ist Teil der 1733 Spanish Plate Fleet Shipwrecks Multiple Property Submission (MPS).